# Akiwa Uryson
Akiwa (Akiba) Uryson (ur. 31 grudnia 1894 w Warszawie, zm. 11 lipca 1943 tamże) – polski lekarz internista, działacz społeczny.

## Życiorys
Urodził się w rodzinie żydowskiej, jako syn Mordechela i Chany Urysonów. Od 1903 uczył się w Szkole Handlowej w Łodzi, w 1909 przeniósł się do Prywatnego Gimnazjum Filologicznego Męskiego Mieczysława Witanowskiego. Świadectwo dojrzałości otrzymał w czerwcu 1913. Wstąpił na Wydział Prawa Cesarskiego Uniwersytetu Warszawskiego, w 1914 przeniósł się na Wydział Lekarski UW. W 1915 po ewakuacji Uniwersytetu do Rostowa nad Donem, kontynuował studia w tym mieście, ale od 1917 przeniósł się na Uniwersytet Moskiewski. Dyplom lekarski uzyskał w Moskwie w 1919. Do Polski powrócił w 1922, w 1923 otrzymał absolutorium na Uniwersytecie Warszawskim i w maju 1924 otrzymał dyplom doktora wszech nauk lekarskich (jego promotorem był Antoni Leśniowski). Następnie praktykował jako internista w Łodzi. Opublikował kilkanaście prac z dziedziny interny i higieny. Był zastępcą ordynatora na oddziale wewnętrznym Szpitala Żydowskiego Fundacji Poznańskich i lekarzem Ubezpieczalni Społecznej.
Po wybuchu II wojny światowej przeniósł się do Warszawy, został przesiedlony do getta warszawskiego. Tam działał w Towarzystwie Ochrony Zdrowia. Zmarł w 1943, według niektórych źródeł śmiercią samobójczą. Jego grób znajduje się na cmentarzu żydowskim przy ulicy Okopowej w Warszawie.

## Wybrane prace
- Zasady organizacji gabinetów higjeny szkolnej przy Tozie. W: Księga Pamiątkowa Pierwszego Krajowego Zjazdu Lekarskiego TOZu. Warszawa, 1929
- Przypadek zatrucia pokarmowego ze zmianami w wątrobie i trzustce. Gastrologia Polska 5, 1935